# Chigre

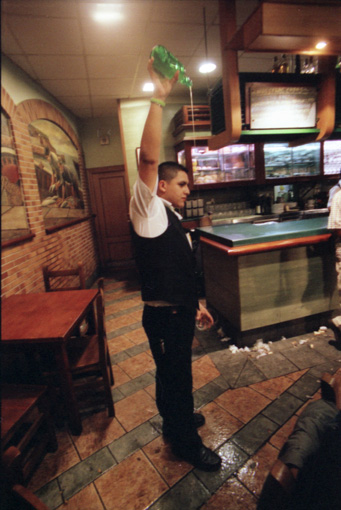
Escanciando sidra en un chigre.

Chigre es una palabra asturiana empleada popularmente para referirse a las sidrerías. Sólo algunas bebidas tienen el privilegio de tener establecimiento con nombre propio. La cervecería está dedicada a la cerveza; la coctelería, al cóctel; la taberna, al vino; etc. El chigre ha de reunir determinadas condiciones. Además de sidra, ha de tener también vasos especiales, que permitan escanciarla y  recipientes donde se recojan los desperdicios que se producen. Ha de tener también escanciadores, para lo que no vale cualquier camarero. Llega hasta haber concursos de escanciadores de sidra. Los chigres más típicos  alfombraban con serrín  el suelo que fácilmente quedaba empapado de sidra. Esta práctica está erradicada en la actualidad y ya no se ve en las sidrerías.
El chigre tradicional no sólo tiene un aspecto típico, sino también un olor típico: el olor a sidra. Para evitar esas reminiscencias y connotaciones, muchos establecimientos han cambiado su nombre por el más fino de “sidrería”, del mismo modo que la “taberna”  también ha cambiado su tradicional nombre por el de “enoteca”. Lo propio acontece con la palabra “tasca”. Sólo cuando un establecimiento sobresale claramente por la calidad y lujo de sus instalaciones y servicios se atreve a autodenominarse tasca, taberna o chigre.  Por supuesto  en  un chigre o sidrería en la que se sirve sidra asturiana, además de sidra se sirven otras bebidas y comidas.
La palabra chigre se refiere al aparato que se utiliza para descorchar las botellas de sidra y sidrería es un local especializado en venta y distribución de sidra.
Los locales conocidos como chigres son  los clásicos bares, son locales rústicos donde se sirven todo tipo de bebidas incluida la sidra y reciben este nombre como derivación del descorchador de la sidra

## Origen
La palabra  chigre  proviene de Langreo. En su  modalidad más simple consiste en un cilindro en el que, mediante un manubrio que hace palanca, se va enrollando un cable que arrastra lo que se quiere mover.  Este sistema se desarrolló y se modificó para crear un aparato para descorchar sidra. Este sacacorchos acabó por el uso popular dando nombre a la sidrería. Esta palabra es muy rara para las personas no habitantes de la comunidad asturiana.Etimología más verosímil es la que proporciona el Diccionario Enciplopédico Espasa-Calpe en su edición de 1991 (6.ª ed.). Señala como etimología de "chigre" la palabra latina "sicera", que significa sidra. Indica que "chigre" es una palabra asturiana que significa "sidrería".
El Diccionario de la Real Academia Española de 2001 da como única acepción de chigre: “Tienda donde se vende sidra u otras bebidas al por menor.” Julio Casares, por el contrario, da como única acepción la de “especie de molinete”, señalado que es un término marinero. Ideológicamente sitúa la palabra al lado de molinete, cabestrante, virador, etc. No obstante, en la más reciente edición de 2013 de la editorial Gredos 
acoge ambos significados: el de sidrería y el de molinete. Pero no los presenta como dos acepciones de una misma palabra, sino como dos palabras de origen distinto. María Moliner, recoge ambas acepciones y define chigre como “tienda donde se vende sidra al por menor”, como era usual en el Diccionrario de la RAE antes de 2001, y también como “cabrestante”.
La tradición oral en Asturias, señala la palabra “chigre” para designar el local sidrería, por extensión de la denominación  de los mecanismos que, fijados a las barras de las sidrerías,  servían para descorchar las botellas de sidra. La botella se situaba en el dispositivo que la mantenía vertical y mediante una palanca, activada manualmente, en un gesto vertical descendente permitía que un sacacorchos se introdujese en el corcho, seguidamente en otro movimiento, vertical y ascendente, de dicha palanca, se subía  el sacacorchos con el corcho y la botella quedaba, por tanto, descorchada. Al disponer dicha máquina de un eje horizontal igual que los chigres de las embarcaciones, que son molinetes de eje horizontal, de vela de la época y ser sus tripulantes asiduos de las sidrerías de las poblaciones costeras, se habría dado esta relación.